# DiviaVélodi
 (avril 2025).
Motif : Informations caduqes, ton parfois promotionnel
DiviaVélodi (mot-valise, contraction du nom du réseau de transports en commun dijonnais, de vélo et de Dijon) est le système de vélos en libre-service de Dijon. Mis en place par Dijon Métropole, il a été inauguré le 29 février 2008 et est exploité par Keolis Dijon Mobilités.
Il compte à ce jour 40 stations en activité, pour près de 400 vélos.
Dans le langage courant, le terme Vélodi désigne conjointement le service en lui-même, et les vélos qu'il met à disposition.

## Présentation

### Histoire
La mise en place de DiviaVélodi fait écho à l'apparition de divers services de vélopartage dans les grandes villes de France ces dernières années. Si le premier système comparable remonte à septembre 1998 avec le Vélo à la carte de Rennes, l'arrivée massive de ce genre de service débute avec Vélo'v de Lyon en mai 2005, auquel suivront les implantations similaires à La Rochelle, Orléans, Montpellier, Aix-en-Provence, Paris. Quand DiviaVélodi est mis en service le 29 février 2008, Dijon devient la seizième ville de France à se doter d'un système de vélopartage.
La mise en place de DiviaVélodi s'inscrit pour la communauté d'agglomération dijonnaise (aujourd'hui Dijon Métropole) dans le cadre de sa réflexion sur les transports en commun de la ville (qui a abouti aussi à la création d'un tramway), ainsi que dans son plan de restructuration de la circulation à vélo.
Le 23 juillet 2017, le service ferme temporairement à cause du changement d'exploitant, qui passe de Clear Channel France - Smartbike à Keolis Dijon Mobilités, société exploitant déjà le réseau de transports en commun à Dijon dans le cadre d'une délégation de service public (DSP), qui récupère donc le réseau de vélos en libre service. La réouverture au public s'effectue le 16 septembre 2017 en laissant le nombre et l'emplacement des vélostations inchangées.

### Infrastructure et matériel
DiviaVélodi se veut être un système de transport à part entière au sein de l'agglomération dijonnaise, à même de couvrir l'ensemble des trajets quotidiens qui s'effectuent au cœur de la capitale bourguignonne. De par l'implantation des stations, le service se limite cependant principalement à la desserte du centre-ville, à quelques exceptions près: allées du parc, parc des sports, le CHU et l'avenue du drapeau jusqu'au siège de la Métropole. Les autres communes de la métropole, le campus universitaire ainsi que les quartiers périphérique sont exclus du périmètre couvert. Le schéma directeur cyclable 2023-2030 de la métropole qualifie cette implantation en centre ville de "primordiale au regard du profil des usagers et du type de vélos proposé" et explique en partie la volonté de na pas étendre le service par la volonté d'éviter que le service ne vienne concurrencer les transports en commun:
« D’éventuelles extensions ne devront pas remettre en cause l’équilibre économique des services mobilités. »
Par sa présentation et l'application d'une grille tarifaire exponentielle, DiviaVélodi n'a pas vocation à servir de système public de location de vélos en vue d'une utilisation touristique ou de loisirs. En effet, la politique tarifaire encourage les trajets courts, les 30 premières minutes de chaque déplacement étant intégralement gratuites. À l'opposé, si le trajet dépasse 30 minutes, la demi-heure supplémentaire sera facturée 2 euros, ou 1 euro supplémentaire pour les abonnés au réseau Divia.
D'un point de vue matériel, le dispositif DiviaVélodi se compose des vélos en eux-mêmes, et de bornes de retrait liées à des rampes de rétention où sont accrochés les vélos non empruntés.

### Bornes de retrait

#### De 2008 à 2017

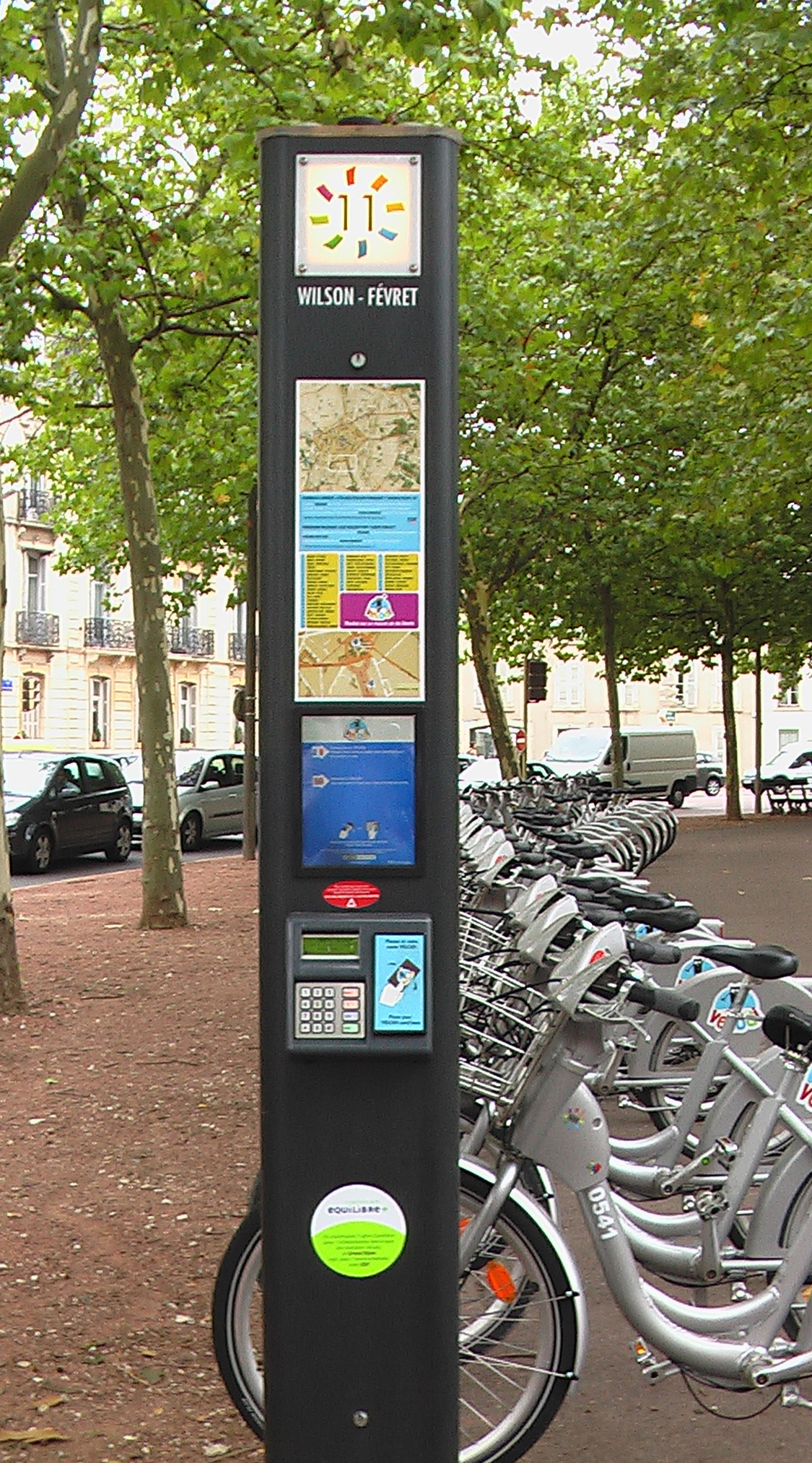
Borne Velodi place Wilson

Les bornes de retrait constituent le repère physique de chaque station Velodi. Elles sont toutes identiques, seule la taille des rampes de rétention, et donc le nombre de vélos que la station peut accueillir, varie d'une station à une autre. Ces bornes sont équipées d'un écran couleur de visualisation, d'un lecteur magnétique (pour les titulaires d'abonnements annuels) et d'un clavier numérique (pour les titulaires de la « Formule Liberté »).
La borne de retrait propose plusieurs services, qui dépendent d'un contexte d'utilisation. Dans tous les cas, toute utilisation de la borne commence par l'identification de l'utilisateur. Cette méthode diffère selon le type d'abonnement. Si l'usager est titulaire d'un abonnement annuel, il lui suffit de passer sa carte devant le lecteur magnétique. S'il est titulaire de la « Formule Liberté », il entre son identifiant ainsi que son code secret via le clavier numérique de la borne. Le comportement de la borne est alors fonction de l'état actuel de l'utilisation :
- l'utilisateur n'a pas de vélo en prêt :
  - Un ou plusieurs vélos sont disponibles : L'écran de la borne indique à l'utilisateur le numéro de l'emplacement du vélo qui lui est attribué. Il dispose de trente secondes pour retirer le vélo de la rampe de rétention, faute de quoi le vélo sera re-verrouillé, et l'opération annulée.
  - Aucun vélo n'est disponible : L'écran de la borne affiche alors une carte du quartier où se situe l'utilisateur. Cette carte indique la position de toutes les bornes Velodi situées à proximité, ainsi que le nombre de vélos actuellement disponibles pour chacune.
  - L'utilisateur a effectué un retour de prêt depuis moins de 10 minutes : L'écran de la borne indique à l'utilisateur qu'il n'est pas possible d'effectuer le prêt d'un vélo moins de dix minutes après le retour du précédent prêt. Si la borne utilisée est la même de la rampe ayant servi au retour du précédent vélo, le message précise que ledit vélo a été correctement retourné. Cette procédure permet de s'assurer du bon raccrochage d'un vélo sur la rampe, et est fortement recommandée par Velodi[6].
- l'utilisateur a actuellement un vélo en prêt :
  - La station possède des emplacements libres : L'écran de la borne informe l'utilisateur qu'il lui est impossible d'emprunter un vélo tant qu'il n'a pas restitué celui précédemment emprunté. Le message précise que dans le cas où l'utilisateur viendrait à l'instant de reposer son vélo, celui-ci est vraisemblablement mal raccroché, et toujours pas considéré comme retourné. Le cas échéant, l'utilisateur doit alors vérifier le bon raccrochage de son vélo afin de compléter correctement le retour du vélo.
  - La station ne possède pas d'emplacement libre : L'écran de la borne affiche une carte du quartier où se situe l'utilisateur. Cette carte indique la position de toutes les bornes Velodi situées à proximité, ainsi que le nombre d'emplacements libres actuellement disponibles pour chacune. L'utilisateur obtient alors quinze minutes de gratuité pour compenser la gêne occasionnée par ce détour nécessaire.

Depuis avril 2009, soit près d'un an après son lancement, les bornes de retrait sont alimentées par des panneaux solaires photovoltaïques, dans le cadre de la politique de développement durable de Dijon Métropole.

#### Depuis 2017
Depuis septembre 2017, le nouveau système de borne inclut un écran tactile multilingue et la possibilité de payer par carte bancaire directement sur place.

### Vélos

#### De 2008 à 2017

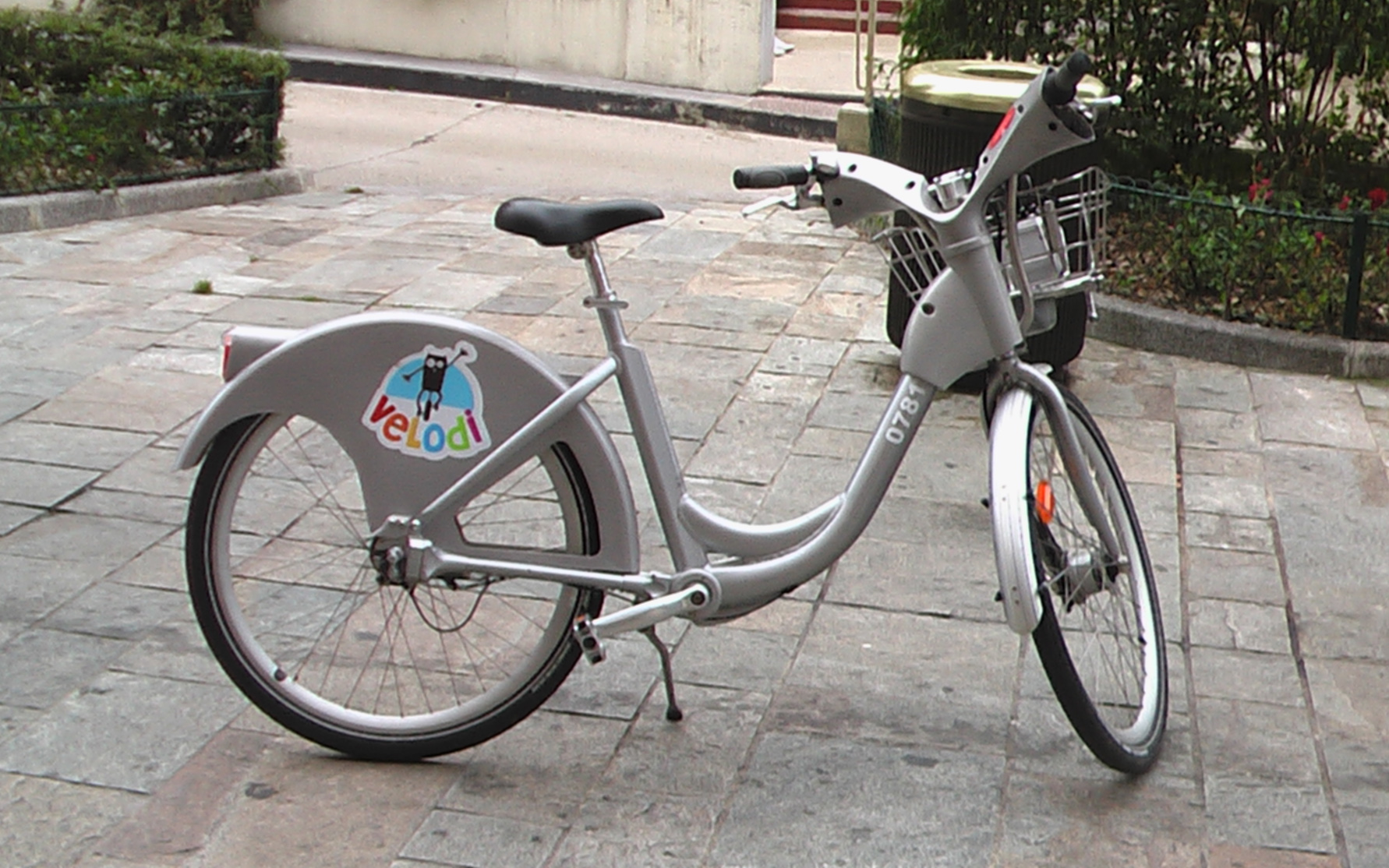
Un Velodi sur sa béquille

De conception unisexe, les vélos du dispositif Velodi (eux-mêmes couramment appelés des Vélodis) disposent d’un panier devant le guidon, d'une selle réglable en hauteur, et d'une béquille latérale rabattable, située à côté du pédalier. Ce panier est muni d'une sangle élastique rabattable, permettant d'assurer une stabilité relative au contenu du panier. Chaque vélo est également pourvu d’un moyeu à trois vitesses intégrées, indexé sur la poignée droite du guidon. Ils sont en outre munis d’un éclairage avant et arrière fonctionnant sur dynamo. Si l'éclairage arrière est permanent, l'éclairage avant s'active via une molette sur le devant du panier, à l'arrière du phare avant. Cette molette dispose de trois modes : éteint, allumé clignotant (utile en période de brouillard léger), et allumé continu.
Ils disposent également d’un antivol d’appoint à clé, situé entre le guidon et le panier. La clé est inamovible tant que le dispositif d'antivol n'a pas été verrouillé, empêchant la restitution d'un vélo sans clé. Le temps passé sous antivol est bien sûr compris dans le temps d'utilisation du vélo.
Au fil du temps, les vélos de Velodi ont tous reçu un nouveau carénage protégeant la fourche, le cadre, le guidon et la roue arrière. Ces modifications doivent permettre aux vélos de mieux résister aux utilisations successives, et d'être moins exposés aux actes de vandalisme, hélas fréquents.
Ils ne sont pas utilisables par de jeunes enfants, aussi les conditions générales du service ne prévoient des abonnements possibles qu'à partir de l'âge de quatorze ans. L’accord du responsable légal est en outre requis pour les mineurs de quatorze à dix-huit ans.

## Identité visuelle

Ancien logo du 29 février 2008 au 22 juillet 2017
Logo actuel depuis le 23 juillet 2017

## Souscription au service
L'accès à DiviaVélodi est possible par quatre offres de souscription au service : l'abonnement 24 heures, l'abonnement 7 jours, l'abonnement mensuel et l’abonnement annuel. Ces quatre offres présentent des tarifications différentes, en vue de répondre à différents types de profils client. Alors que l'abonnement annuel est avant tout destiné aux résidents dijonnais, les autres s'adressent majoritairement aux touristes, ou aux cyclistes très occasionnels.
La souscription au service DiviaVélodi peut s'effectuer de quatre façons possibles, avec quelques restrictions en fonction de l'offre choisie :
- Par internet : Il s'agit de la méthode de souscription par défaut. L'usager se connecte sur le site officiel[6] de DiviaVélodi, et règle en ligne sa souscription. Comme tout paiement en ligne, cette méthode de souscription est accessible 24h/24, 7j/7.
- Par courrier : l'usager renvoie par voie postale un formulaire d'inscription qu'il aura préalablement rempli. Ce formulaire peut être téléchargé sur le site officiel de DiviaVélodi, ou retiré dans la majeure partie des bâtiments publics de Dijon, notamment à l'Hôtel de Ville ou les Offices de Tourisme. Ce mode de souscription offre la possibilité de régler par carte bancaire, mais aussi par chèque, assorti d'une autorisation de prélèvement bancaire (pour les facturations des futurs trajets). Seul l'abonnement annuel peut être souscrit par voie postale.
- Par téléphone : l'usager téléphone au numéro vert de Velodi, qui effectue son enregistrement[8].
- Par SMS : l'usager envoie par SMS le mot-clé VELODI au service SMS de Velodi[9]. Il n'y a pas de procédure bancaire dans ce mode de souscription, la facturation étant faite directement sur la facture téléphonique de l'usager. Ce mode de souscription est à l'abonnement 24 heures ou 7 jours.

### L'abonnement annuel
L'abonnement annuel, comme son nom l'indique, accorde l'accès à l'usager pour une durée d'un an. Quel que soit le mode de souscription choisie, le nouvel abonné reçoit une carte DiviaMobilités qui prend la forme d'une carte magnétique plastifiée, de la taille d'une carte bancaire. À la réception de celle-ci, il est nécessaire d'activer la carte avant de pouvoir s'en servir, via le site officiel, ou le numéro vert. C'est l'activation de la carte par l'usager qui marque le début de la période de douze mois de l'abonnement. L'usager peut alors utiliser le service DiviaVélodi en passant sa carte devant une borne de retrait, qui lui délivrera un vélo.
L'abonnement annuel coûte actuellement 30 €, ou 25 € pour les abonnés au réseau Divia. La facturation des trajets effectués avec DiviaVélodi dépend de la durée d'emprunt du vélo. La première demi-heure est gratuite, les suivantes coûtent 2 €, ou 1 € pour les abonnés au réseau Divia. Enfin, un retrait dépassant les 24 h est considéré comment une disparition de vélo, et entraîne l'application d'une pénalité de 150 €, auxquels s'ajoutent les frais horaires précédents.
Exemple de coût d'un trajet DiviaVélodi avec l'abonnement annuel (hors coût d'abonnement) :

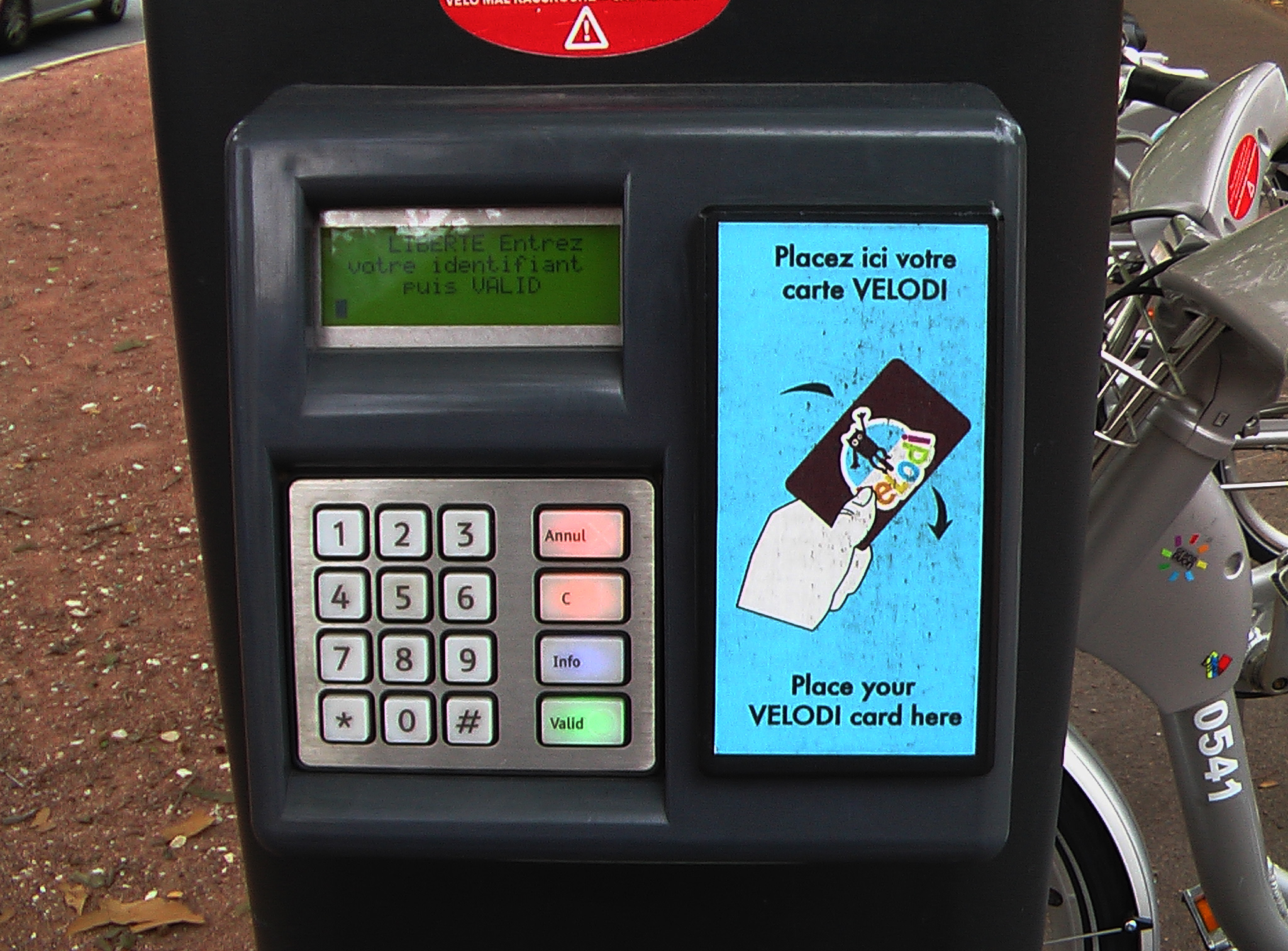
Clavier numérique et lecteur magnétique d'une borne Velodi

| Durée | ≤ 30 min | ≤ 1 h | ≤ 1 h 30 | ≤ 2 h | ≤ 2 h 30 | ≤ 3 h | ≤ 3 h 30 | ≤ 4 h |
| ----- | -------- | ----- | -------- | ----- | -------- | ----- | -------- | ----- |
| Tarif | 0 €      | 2 €   | 4 €      | 6 €   | 8 €      | 10 €  | 12 €     | 14 €  |

### Les autres abonnements
- L'abonnement 24 heures coûte 1,50 €[2].
- L'abonnement 7 jours coûte 7 €[2].
- L'abonnement mensuel coûte 10 €[2].

Exemple de coût d'un trajet Velodi avec l'un des trois abonnements cités ci-dessus (hors coût d'abonnement) :
| Durée | ≤ 30 min | ≤ 1 h | ≤ 1 h 30 | ≤ 2 h | ≤ 2 h 30 | ≤ 3 h | ≤ 3 h 30 | ≤ 4 h |
| ----- | -------- | ----- | -------- | ----- | -------- | ----- | -------- | ----- |
| Tarif | 0 €      | 2 €   | 4 €      | 6 €   | 8 €      | 10 €  | 12 €     | 14 €  |

## Problématiques

### Disponibilité des vélos
Victime de son succès, il est fréquent que certaines bornes soient dépeuplées de vélos, et donc incapables d'en fournir aux usagers. Par exemple, les stations 36 et 37, situées dans l'enceinte de l'hôpital du Bocage, en périphérie du service DiviaVélodi et en haut d'une forte côte, sont fréquemment vidées en début de soirée. Inversement, certaines bornes peuvent être saturées, chaque emplacement étant occupé par un vélo, empêchant tout utilisateur de retourner son vélo. Dans les deux cas, l'utilisation du service s'en retrouve perturbée.
Afin de pallier ce problème, des camionnettes du service de maintenance DiviaVélodi équipées de remorques spécialisées, déplacent tout au long de la journée des vélos de stations en stations, afin de s'assurer que chaque station puisse proposer simultanément des vélos et des emplacements libres pour les retours de prêt. Ces interventions sont basées à la fois sur une étude statistique des flux d'utilisation de DiviaVélodi, ainsi que des besoins en temps réel signalés par les bornes de retrait.

## Liste des stations
| N° | Nom de la station            | Coordonnées                 | Nbe. points d'attache |
| -- | ---------------------------- | --------------------------- | --------------------- |
| 1  | Place Saint Fiacre           | 47° 19′ 14″ N, 5° 02′ 27″ E | 16                    |
| 2  | Voltaire - Mirande           |                             | 16                    |
| 3  | Forges - Notre Dame          | 47° 19′ 20″ N, 5° 02′ 27″ E | 24                    |
| 4  | Place du Théâtre             | 47° 19′ 16″ N, 5° 02′ 37″ E | 27                    |
| 5  | Chabot Charny                | 47° 19′ 09″ N, 5° 02′ 35″ E | 23                    |
| 6  | Place des Cordeliers         | 47° 19′ 09″ N, 5° 02′ 25″ E | 20                    |
| 7  | Place Bossuet                | 47° 19′ 16″ N, 5° 02′ 13″ E | 24                    |
| 8  | Grangier                     | 47° 19′ 23″ N, 5° 02′ 16″ E | 30                    |
| 9  | Auguste Comte                | 47° 19′ 26″ N, 5° 02′ 40″ E | 12                    |
| 10 | Rue Jeannin - Saumaise       | 47° 19′ 18″ N, 5° 02′ 51″ E | 28                    |
| 11 | Wilson                       | 47° 19′ 00″ N, 5° 02′ 35″ E | 30                    |
| 12 | Zola - Monge                 | 47° 19′ 09″ N, 5° 02′ 07″ E | 20                    |
| 13 | Saint Bénigne                | 47° 19′ 17″ N, 5° 02′ 01″ E | 18                    |
| 14 | Préfecture                   | 47° 19′ 32″ N, 5° 02′ 34″ E | 18                    |
| 15 | 30 Octobre - Paul Cabet      | 47° 19′ 18″ N, 5° 03′ 05″ E | 24                    |
| 16 | Montée de Guise - Berbisey   | 47° 19′ 02″ N, 5° 02′ 01″ E | 16                    |
| 17 | Mulhouse - Verdun            |                             | 24                    |
| 18 | Godrans - Les Halles         | 47° 19′ 32″ N, 5° 02′ 25″ E | 14                    |
| 19 | République - Rousseau        | 47° 19′ 34″ N, 5° 02′ 43″ E | 22                    |
| 20 | Général de Gaulle - Clinique | 47° 18′ 47″ N, 5° 02′ 40″ E | 24                    |
| 21 | Charles Vêques - Monge       | 47° 18′ 57″ N, 5° 01′ 53″ E | 16                    |
| 22 | Darcy                        | 47° 19′ 06″ N, 5° 01′ 47″ E | 24                    |
| 23 | Sambin - École de commerce   | 47° 19′ 25″ N, 5° 01′ 54″ E | 28                    |
| 24 | Marceau - Jardillier         | 47° 19′ 40″ N, 5° 02′ 30″ E | 22                    |
| 25 | Clémenceau - Conservatoire   | 47° 19′ 40″ N, 5° 02′ 43″ E | 18                    |
| 26 | Cours du Parc - Piscine      | 47° 19′ 41″ N, 5° 02′ 58″ E | 22                    |
| 27 | Navier - Jean Jaurès         | 47° 18′ 26″ N, 5° 02′ 49″ E | 18                    |
| 28 | Planetarium                  | 47° 18′ 45″ N, 5° 01′ 37″ E | 12                    |
| 29 | Gare Dijon Ville             | 47° 19′ 13″ N, 5° 01′ 35″ E | 36                    |
| 30 | Victor Hugo - Spuller        | 47° 19′ 24″ N, 5° 01′ 41″ E | 22                    |
| 31 | Place Barbe                  | 47° 19′ 35″ N, 5° 01′ 49″ E | 12                    |
| 32 | Auditorium                   | 47° 19′ 44″ N, 5° 02′ 20″ E | 32                    |
| 33 | Gare - Porte Neuve           | 47° 19′ 44″ N, 5° 03′ 07″ E | 20                    |
| 34 | Lycée Carnot                 | 47° 19′ 22″ N, 5° 03′ 17″ E | 20                    |
| 35 | Parc des sports              | 47° 19′ 20″ N, 5° 03′ 41″ E | 20                    |
| 36 | Hôpital - Maternité          | 47° 19′ 19″ N, 5° 03′ 57″ E | 18                    |
| 37 | Auxonne - Eldorado           | 47° 19′ 18″ N, 5° 04′ 15″ E | 20                    |
| 38 | Drapeau - Dijon métropole    | 47° 18′ 51″ N, 5° 02′ 56″ E | 18                    |
| 39 | Drapeau - Junot              | 47° 19′ 58″ N, 5° 02′ 39″ E | 20                    |
| 40 | Barabant - Tranvaal          | 47° 20′ 15″ N, 5° 02′ 41″ E | 16                    |

## Galerie

### Système de 2008 à 2017

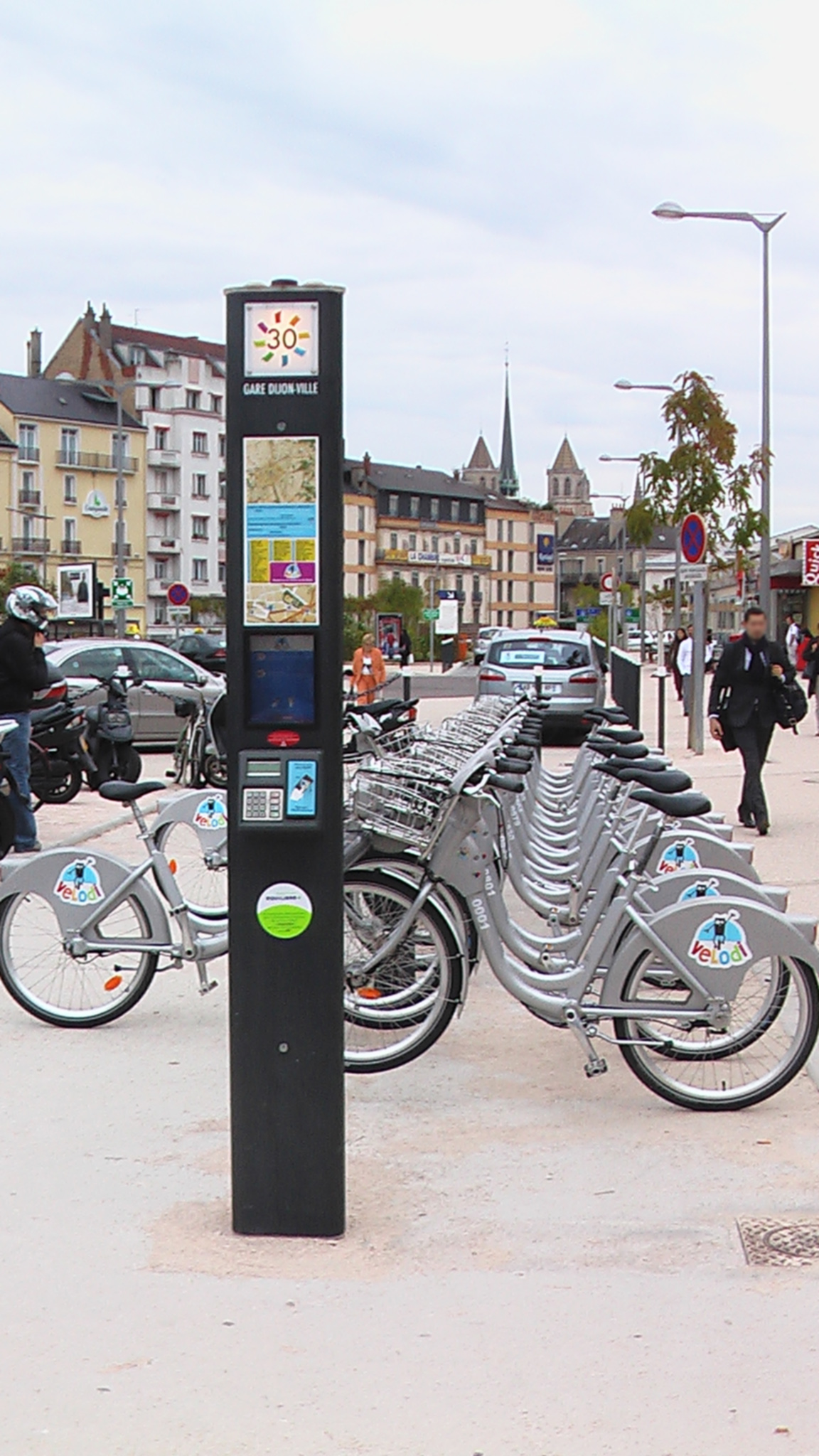
Borne de la Gare SNCF
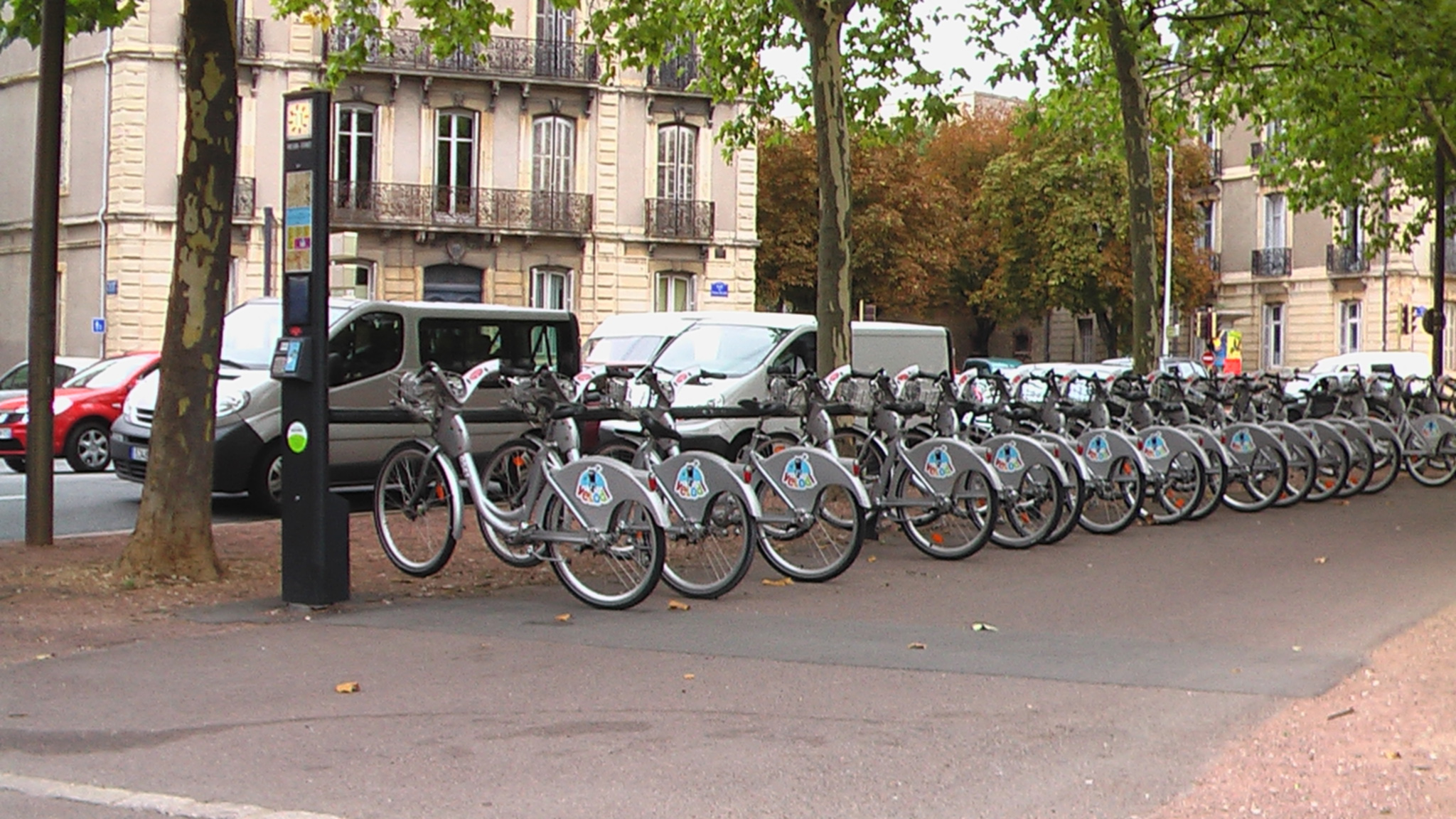
Borne de la place Wilson
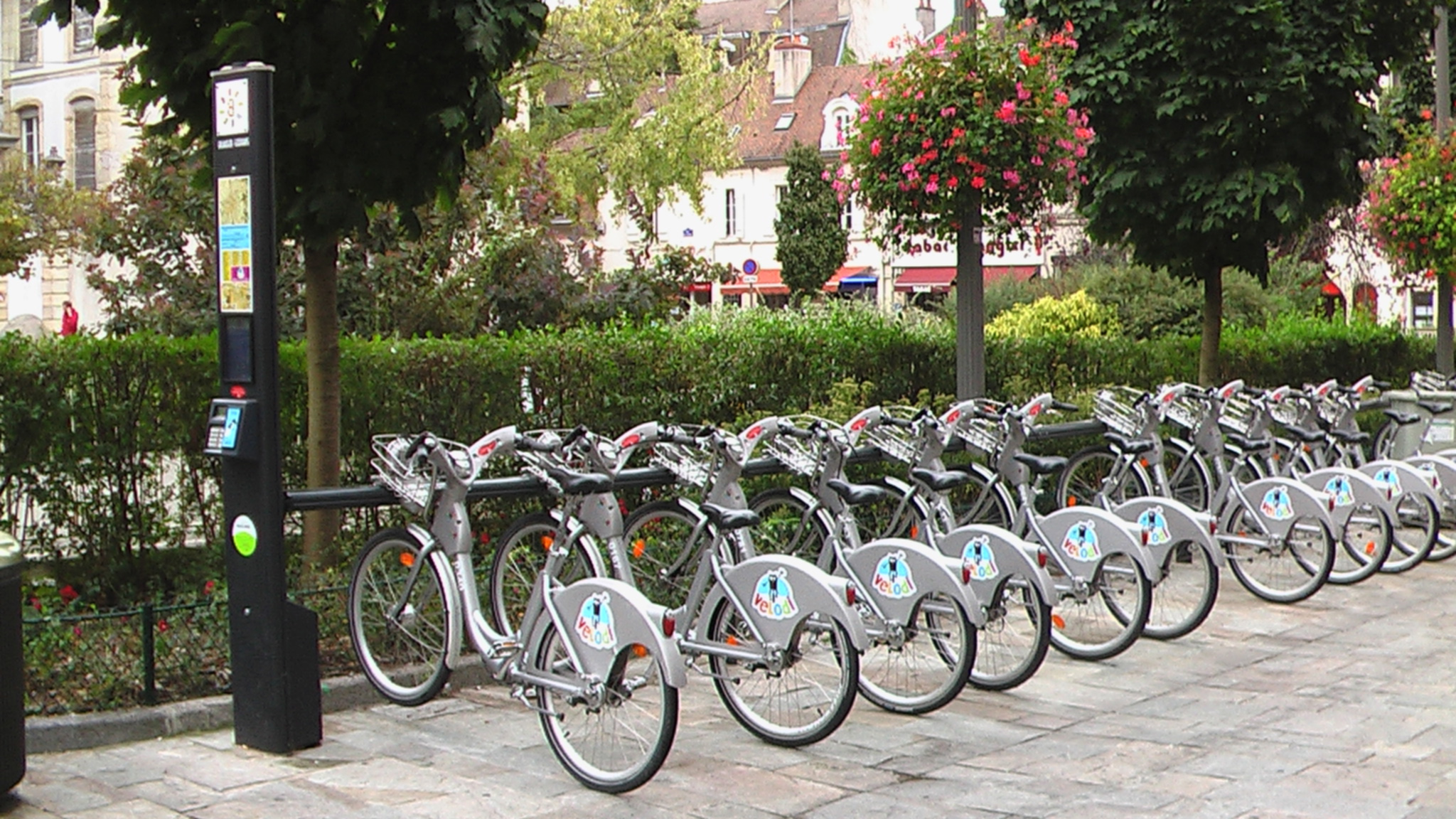
Borne de la place Grangier
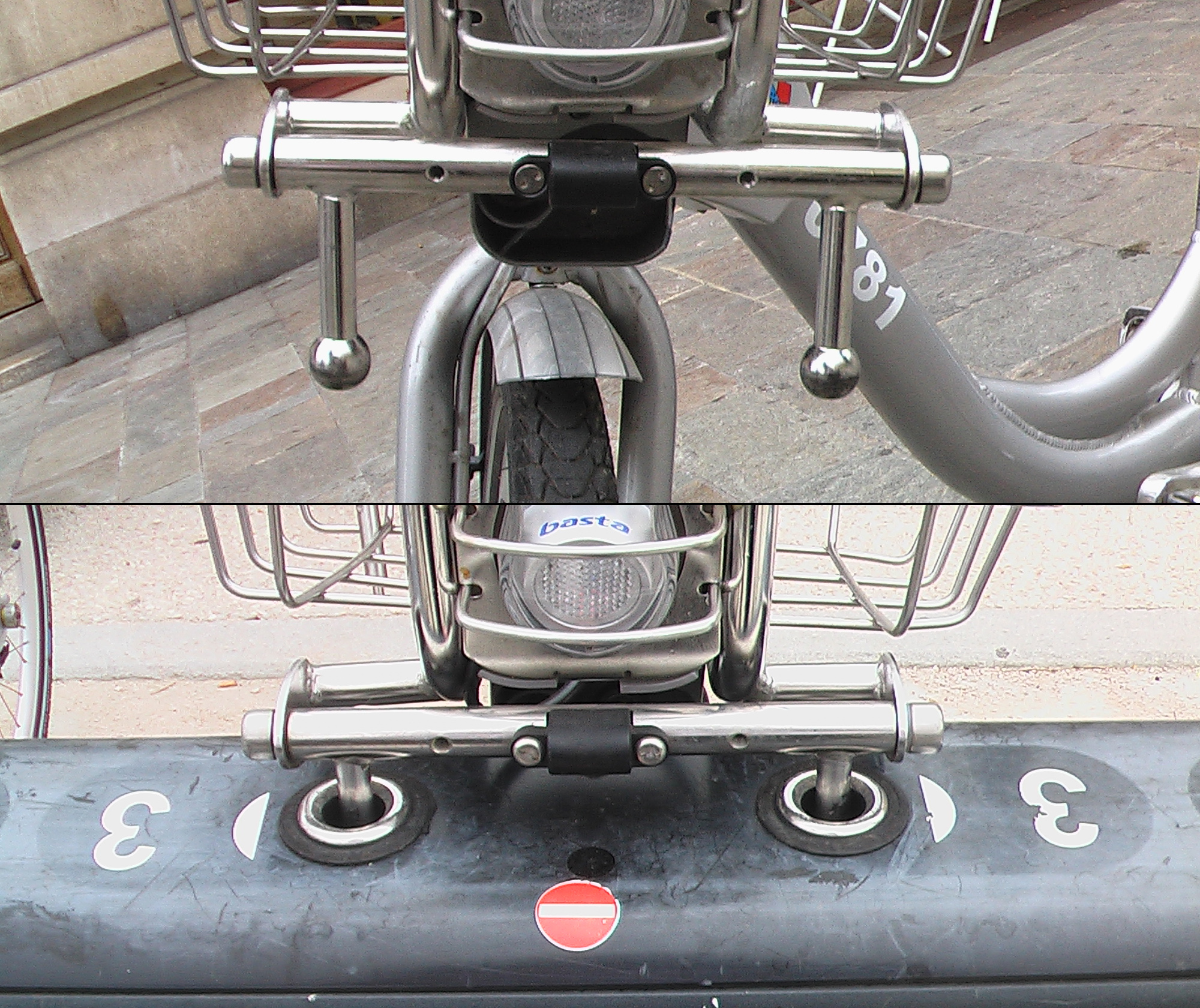
Système de raccrochage par ergots